# Индукција овулације
Индукција овулације је метода у гинекологији заснована на стимулацији овулације лековима, као дела еструсног или менструалног циклуса када долази до пуцања Графовог фоликула у јајнику и ослобађања зреле јајне ћелије. Обично се користи у стимулације развоја фоликула јајника, да би се поништила ановулација или олигоовулација, и „произвео” један или више фоликула који достижу стадијум овулације односно избацивања зрелих јајних ћелија.
Индукција овулације помаже да се преокрене ановулација или олигоовулација, односно помаже женама које не овулирају редовно, као што су оне са синдромом полицистичних јајника (ПЦОС). Индукција овулације се обично користи у смислу стимулације развоја фоликула јајника  лековима за плодност да би се поништила ановулација или олигоовулација. Ови лекови се дају у облику инјекције у периоду од 8 до 14 дана. 

## Индикације
У том циљу индукција овулације потенцијално се може користити за:
- Индукцију коначног сазревања, у смислу покретања ослобађања ооцита из релативно зрелих фоликула јајника током касне фоликуларне фазе. У сваком случају, стимулација јајника (у смислу стимулисања развоја јајних ћелија) се често користи у комбинацији са активирањем ослобађања јајних ћелија, као што је правилно време за вештачку оплодњу.[7]
- Контролисана хиперстимулација јајника (стимулација развоја више фоликула јајника у једном циклусу),[5] као део вантелесне оплодње, са циљем да се развије више фоликула (оптимално између 11 и 14 антралних фоликула пречника 2-8 мм),[8] праћено трансвагиналним вађењем ооцита, коинкубацијом, након чега следи трансфер ембрион (максимално два ембриона у исто време).[9]
- Када је ановулација или олиговулација секундарна у односу на другу болест, лечење основне болести може се сматрати индукцијом овулације, тако што индиректно доводи до овулације.

Током периода индукције овулације лекар пажљиво прати развој јајних ћелија користећи трансвагинални ултразвук и тестове крви да би проценио раст фоликула и производњу естрогена у јајницима. Када фоликули достигну адекватну величину и јајне ћелије су довољно зреле, инјекција хормона хЦГ покреће се процес овулације, који треба да се деси од 34 до 36 сати након инјекције хЦГ. 
Осовина хипоталамус-хипофиза-гонада код жена игра важну улогу у овулацији, при чему естроген даје углавном негативну повратну информацију на лучење фоликулостимулирајућег хормона из хипофизе. 

## Алтернативни лекови
Главне алтернативе за примену лекова за индукцију овулације су:
- Антиестроген, који изазива инхибицију негативне повратне информације естрогена на хипофизу, што резултује повећањем лучења фоликулостимулирајућег хормона. Лекови који се користе за овај ефекат су углавном кломифен цитрат и тамоксифен (оба су селективни модулатори естрогенских рецептора), као и летрозол (инхибитор ароматазе).

- Фоликул стимулишући хормон, који директно стимулише јајнике, може код жена са ановулацијом бити алтернатива након 7 до 12 неуспелих покушаја покретања циклуса антиестрогеном (што доказује кломифен цитрат), пошто су ови лекови јефтинији и лакши за контролу.[10]

### Антиестрогени

#### Кломифен цитрат
Кломифен цитрат (или кломид) је лек који се најчешће користи за лечење ановулације. То је селективни модулатор рецептора естрогена, који утиче на осу хипоталамус-хипофиза-гонада да реагује као да постоји дефицит естрогена у телу, и на тај начин повећавајући производњу фоликулостимулишућег хормона. Релативно је лак и практичан за коришћење.
Сматра се се да кломифен инхибира естрогенске рецепторе у хипоталамусу, чиме инхибира негативну повратну информацију естрогена о производњи фоликулостимулирајућег хормона. Такође може деловати директно стимулацијом осовине хипоталамус-хипофиза. Такође утиче на квалитет цервикалне слузи и слузокоже материце, што може утицати на лакше продирање сперматозоида и преживљавање, а самим тим и на његову рану примену током менструалног циклуса. 
Кломифен цитрат је веома ефикасан индуктор овулације јер има стопу успешности од 67%, мада има само 37% успеха у изазивању трудноће. Ова разлика може бити последица антиестрогеног ефекта који кломифен цитрат има на ендометријум, слуз грлића материце, проток крви у материци, као и на смањење покретљивости јајовода и сазревање ооцита.

#### Летрозол
Летрозол се користи за стимулацију јајника од стране лекара за индукцију плодност од 2001. године јер има мање нуспојава од кломифена и мање шансе за вишеструку трудноћу. Дозирање лека је обично 2,5 до 7,5 мг дневно током 5 дана. Већа доза до 12,5 мг дневно доводи до повећаног раста фоликула и већег броја предвиђених овулација, без штетног утицаја на дебљину ендометријума, и сматра се примењивом код оних жена које не реагују адекватно на нижу дозу.
Студија на 150 беба након третмана летрозолом или летрозолом и фоликулостимулишућим хормоном представљена је на Конференција Америчког друштва за репродуктивну медицину 2005. године која није пронашла никакву разлику у укупним абнормалностима, али је открила значајно већу стопу локомоторних и срчаних абнормалности међу групом која је узимала летрозол у поређењу са природним зачећем.
Већа, накнадна студија са 911 беба упоређивала је оне рођене након третмана летрозолом са онима рођеним након третмана кломифеном. Та студија такође није пронашла значајну разлику у стопи укупних абнормалности, али је открила да су урођене срчане аномалије биле значајно веће у групи која је примала кломифен у поређењу са групом која је узимала летрозол.

#### Тамокифен
Тамоксифен утиче на рецепторе естрогена на сличан начин као кломифен цитрат. Често се користи у превенцији и лечењу рака дојке. Такође се овај лек може користити за лечење болесница које имају реакцију на кломифен цитрат.

#### Хормон који стимулише фоликуле
Препарати фоликулостимулирајућег хормона углавном укључују оне добијене из урина жена у менопаузи, као и рекомбинантне препарате. Рекомбинантни препарати су чистији и лакше се примењују, али су скупљи. Препарати за уринирање су подједнако ефикасни и јефтинији, али нису тако згодни за давање јер су доступни у бочицама у односу на аутонјекторе. 

#### Пумпа за хормон који ослобађа гонадотропин
Пумпа хормона који ослобађа гонадотропин се користи за пулсно ослобађање доза. Овај хормон синтетише хипоталамус и индукује лучење фоликулостимулирајућег хормона од стране хипофизе. Хормон који ослобађа гонадотропин мора да се испоручује на пулсирајући начин да би се имитирала насумична секреција хипоталамуса како би се стимулисала хипофиза на лучење лутеинизирајућег хормона и хормона који стимулише фоликле. 
Пумпа за хормон који ослобађа гонадотропин је величине кутије цигарета и има мали катетер. За разлику од других третмана, употреба пумпе за хормон који ослобађа гонадотропин обично не доводи до вишеструких трудноћа.
Овај третман може да се користити за пацијентице са смањеном телесном тежином и/или анорексијом; а такође се користи и у одређеним случајевима хиперпролактименије.

## Национална и регионална употреба
У нордијским земљама, летрозол је практично стандардни почетни режим који се користи за индукцију овулације, пошто тамо није регистрована формулација кломифена за употребу.
Индија је забранила употребу летрозола 2011. године, наводећи потенцијалне ризике за одојчад. Индијски парламентарни комитет је 2012. године рекао да је канцеларија за контролу лекова у дослуху са произвођачима летрозола да одобре лек за неплодност у Индији.

## Ризици и нежељени ефекти
Ултразвук и редовне контроле хормона смањују ризике током целог процеса. Међутим, и даље постоје одређени ризици код ове процедуре.
Синдром хиперстимулације јајника јавља се у 5-10% случајева. Симптоми зависе од тога да ли је случај благ, умерен или тежак, и могу се кретати од надимања и мучнине, до кратког даха (диспнеје), плеуралног излива и прекомерног повећања телесне тежине (више од 2 фунте дневно).

### Вишеструка трудноћа
Такође постоји ризик да се произведе више од једног јајета, што доводи до близанаца или тројки. Жене са синдромом полицистичних јајника могу бити посебно угрожене. Вишеплодна трудноћа се јавља у отприлике 15-20% случајева након циклуса индукованих гонадотропинима као што су хумани гонадотропин у менопаузи и фоликул стимулишући хормон. 
Ризици повезани са вишеплодном трудноћом су много већи од једноплодне трудноће, је инциденца перинаталне смрти седам пута већа код тројки и пет пута већа код близанаца у односу на ризике повезане са једноплодном трудноћом. Због тога је важно прилагодити третман сваком појединачном пацијенту. Ако се ултразвуком открије више од једног или два овулаторна фоликула, препоручује се сексуална апстиненција.